# Paroedura picta
Paroedura picta is een hagedis die behoort tot de gekko's en de familie Gekkonidae.

## Naam en indeling
De wetenschappelijke naam van de soort werd voor het eerst voorgesteld door Wilhelm Peters in 1854. Oorspronkelijk werd de wetenschappelijke naam Diplodactylus pictus gebruikt. De hagedis werd eerder aan andere geslachten toegekend, namelijk Diplodactylus en Phyllodactylus.
De soortaanduiding picta betekent vrij vertaald 'geschilderd' en verwijst naar de afstekende lichaamstekening.

## Uiterlijke kenmerken
De hagedis heeft een bruine lichaamskleur met een zwarte tekening, sommige exemplaren hebben tevens een witte rugstreep. Volwassen mannetjes hebben een totale lichaamslengte van gemiddeld 16,5 centimeter (inclusief een staartlengte van 7 cm) en vrouwtjes zijn gemiddeld 12,5 centimeter (inclusief een staartlengte van 4,5 cm). Kenmerkend is ook de relatief grote kop.

## Levenswijze
Paroedura picta is een bodembewoner; de soort kan ook goed klimmen maar wordt weinig aangetroffen in hogere delen van planten. De gekko is 's nachts actief. De vrouwtjes zetten twee eieren af per legsel.

## Verspreiding en habitat

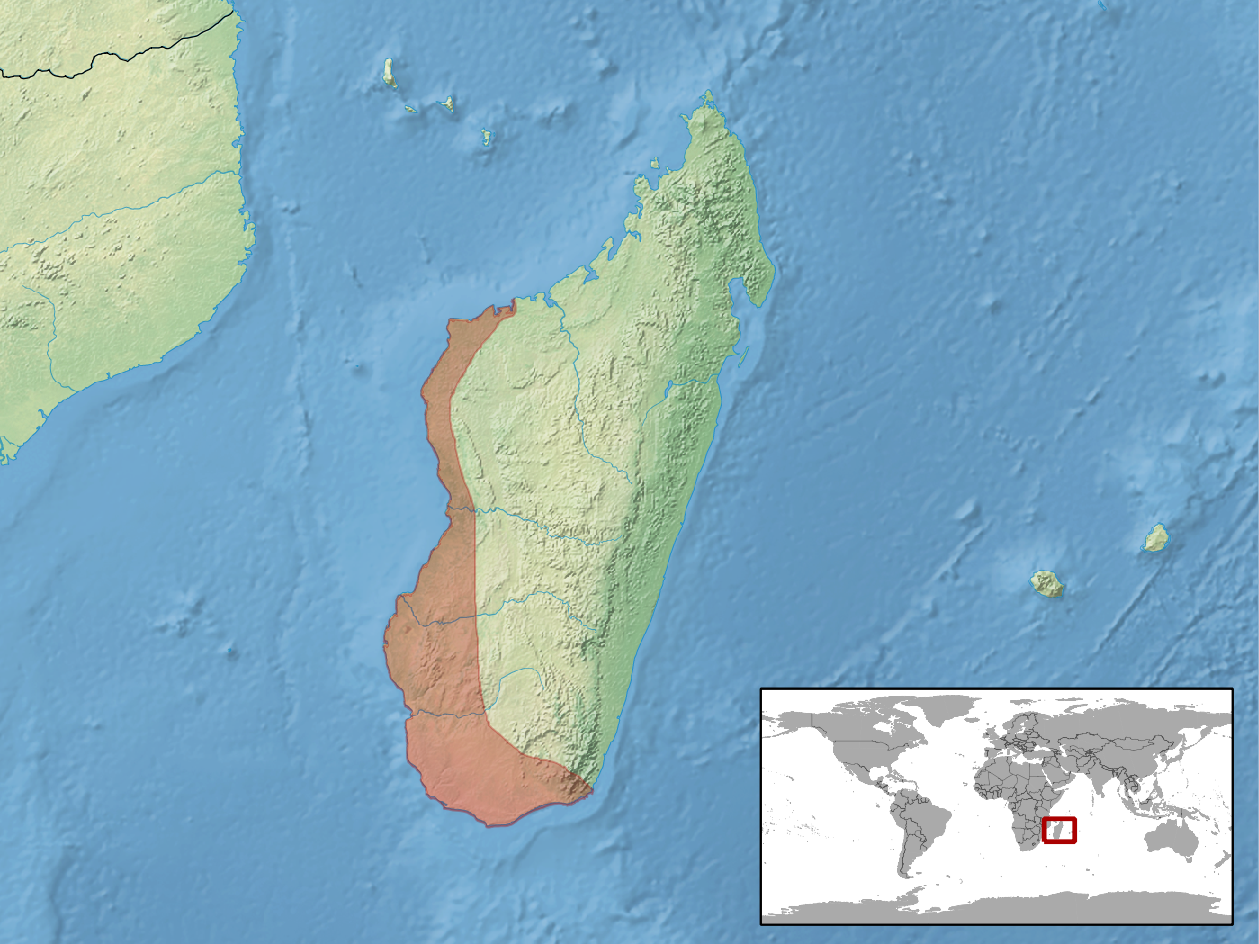
Verspreidingsgebied binnen Madagaskar in het rood

Paroedura picta is endemisch in westelijk en zuidwestelijk Madagaskar. De habitat bestaat uit droge tropische en subtropische bossen en droge tropische en subtropische scrublands. De soort is aangetroffen op een hoogte van ongeveer 70 tot 240 meter boven zeeniveau. De gekko komt veelvuldig voor in de strooisellaag van de droge loofbossen in het westen en het doornig struikgewas in het zuiden van het eiland. De oppervlakte van zijn leefgebied wordt geschat op 125.900 km².

## Beschermingsstatus
Door de internationale natuurbeschermingsorganisatie IUCN is de beschermingsstatus 'veilig' toegewezen (Least Concern of LC).